# Erythroxylum hypoleucum
Erythroxylum hypoleucum är en tvåhjärtbladig växtart som beskrevs av T. Plowman. Erythroxylum hypoleucum ingår i släktet Erythroxylum och familjen Erythroxylaceae. Inga underarter finns listade i Catalogue of Life.